# Springfield (Georgia)
Springfield ist eine Stadt mit dem Status „City“ und County Seat des Effingham County im US-Bundesstaat Georgia. Im Jahr 2020 hatte Springfield laut Census 2703 Einwohner.

## Geographie
Nach Angaben der United States Census 2010 erstreckt sich das Stadtgebiet von Springfield über eine Fläche von 5,4 Quadratkilometer (2,1 Quadratmeilen).

## Bevölkerung
Laut United States Census 2010 lebten in Springfield 1529 Menschen verteilt auf 575 Haushalte und 423 Familien. Die Bevölkerungsdichte betrug 466,7 Einwohner pro Quadratkilometer.
Die Bevölkerung setzte sich 2000 aus 76,28 % Weißen, 22,13 % Afroamerikanern, 0,05 % Asiaten, 0,11 % amerikanischen Ureinwohnern, 0,77 % aus anderen ethnischen Gruppen und 0,27 % stammten von zwei oder mehr Ethnien ab.
Von den damals 1821 Einwohnern waren 24,1 % unter 18 Jahre und in 17,1 % der Haushalten lebten Menschen, die 65 Jahre oder älter waren. Das Durchschnittsalter betrug 36 Jahre.